# Natation sportive aux championnats du monde de natation 2007
Navigation
2005 2009
Quarante épreuves de natation sportive sont organisées dans le cadre des Championnats du monde de natation 2007. L'ensemble des compétitions, qui voient la participation de plusieurs nageurs, se déroulent dans une piscine provisoirement installée dans la Rod Laver Arena de Melbourne.

## Résultats

### Nage libre
| Rang | Nageur                          | Temps   |
| ---- | ------------------------------- | ------- |
| 1    | Benjamin Wildman-Tobriner (USA) | 21 s 88 |
| 2    | Cullen Jones (USA)              | 21 s 94 |
| 3    | Stefan Nystrand (SWE)           | 21 s 97 |
| 4    | Bartosz Kizierowski (POL)       | 22 s 00 |
| 5    | Eamon Sullivan (AUS)            | 22 s 05 |
| 6    | César Cielo (BRA)               | 22 s 12 |
| 7    | Roland Schoeman (RSA)           | 22 s 16 |
| 8    | Brent Hayden (CAN)              | 22 s 28 |

| Rang | Nageuse                 | Temps   |
| ---- | ----------------------- | ------- |
| 1    | Libby Lenton (AUS)      | 24 s 53 |
| 2    | Therese Alshammar (SWE) | 24 s 62 |
| 3    | Marleen Veldhuis (NED)  | 24 s 70 |
| 4    | Britta Steffen (GER)    | 24 s 79 |
| 5    | Kara Lynn Joyce (USA)   | 24 s 83 |
| 6    | Jodie Henry (AUS)       | 24 s 96 |
| 7    | Malia Metella (FRA)     | 25 s 02 |
| 8    | Natalie Coughlin (USA)  | 25 s 31 |

| Rang | Nageur                          | Temps   |
| ---- | ------------------------------- | ------- |
| 1    | Brent Hayden (CAN)              | 48 s 43 |
| 1    | Filippo Magnini (ITA)           | 48 s 43 |
| 3    | Eamon Sullivan (AUS)            | 48 s 47 |
| 4    | César Cielo (BRA)               | 48 s 51 |
| 5    | Jason Lezak (USA)               | 48 s 52 |
| 6    | Pieter van den Hoogenband (NED) | 48 s 63 |
| 7    | Roland Schoeman (RSA)           | 48 s 72 |
| 8    | Ryk Neethling (RSA)             | 48 s 81 |

| Rang | Nageuse                 | Temps        |
| ---- | ----------------------- | ------------ |
| 1    | Libby Lenton (AUS)      | 53 s 40 (RC) |
| 2    | Marleen Veldhuis (NED)  | 53 s 70      |
| 3    | Britta Steffen (GER)    | 53 s 74      |
| 4    | Natalie Coughlin (USA)  | 53 s 87      |
| 5    | Erica Morningstar (CAN) | 54 s 10      |
| 6    | Jodie Henry (AUS)       | 54 s 21      |
| 7    | Josefin Lillhage (SWE)  | 54 s 67      |
| 8    | Malia Metella (FRA)     | 54 s 77      |

| Rang | Nageur                          | Temps                  |
| ---- | ------------------------------- | ---------------------- |
| 1    | Michael Phelps (USA)            | 1 min 43 s 86 (RM, RC) |
| 2    | Pieter van den Hoogenband (NED) | 1 min 46 s 28          |
| 3    | Park Tae-hwan (KOR)             | 1 min 46 s 73          |
| 4    | Kenrick Monk (AUS)              | 1 min 47 s 12          |
| 5    | Massimiliano Rosolino (ITA)     | 1 min 47 s 18          |
| 6    | Zhang Lin (CHN)                 | 1 min 47 s 53          |
| 7    | Paul Biedermann (GER)           | 1 min 48 s 09          |
| 8    | Nicola Cassio (ITA)             | 1 min 49 s 13          |

| Rang | Nageuse                   | Temps                  |
| ---- | ------------------------- | ---------------------- |
| 1    | Laure Manaudou (FRA)      | 1 min 55 s 52 (RM, RC) |
| 2    | Annika Lurz (GER)         | 1 min 55 s 68          |
| 3    | Federica Pellegrini (ITA) | 1 min 56 s 97          |
| 3    | Katie Hoff (USA)          | 1 min 57 s 09          |
| 5    | Josefin Lillhage (SWE)    | 1 min 57 s 90          |
| 6    | Dana Vollmer (USA)        | 1 min 58 s 30          |
| 7    | Caitlin McClatchey (GBR)  | 1 min 59 s 28          |
| 8    | Otylia Jędrzejczak (POL)  | 2 min 1 s 53           |

| Rang  | Nageur                     | Temps         |
| ----- | -------------------------- | ------------- |
| 1     | Park Tae-hwan (KOR)        | 3 min 44 s 30 |
| 2     | Grant Hackett (AUS)        | 3 min 45 s 43 |
| 3     | Yuri Prilukov (RUS)        | 3 min 45 s 47 |
| 4     | Peter Vanderkaay (USA)     | 3 min 46 s 36 |
| 5     | Federico Colbertaldo (ITA) | 3 min 48 s 01 |
| 6     | Craig Stevens (AUS)        | 3 min 48 s 26 |
| 7     | Sergiy Fesenko (UKR)       | 3 min 48 s 49 |
| Disq. | Oussama Mellouli (TUN)     | 3 min 45 s 12 |

| Rang | Nageuse                   | Temps             |
| ---- | ------------------------- | ----------------- |
| 1    | Laure Manaudou (FRA)      | 4 min 2 s 61 (RC) |
| 2    | Otylia Jędrzejczak (POL)  | 4 min 4 s 23      |
| 3    | Ai Shibata (JPN)          | 4 min 5 s 19      |
| 4    | Katie Hoff (USA)          | 4 min 5 s 65      |
| 5    | Federica Pellegrini (ITA) | 4 min 5 s 79      |
| 6    | Kate Ziegler (USA)        | 4 min 6 s 99      |
| 7    | Joanne Jackson (GBR)      | 4 min 7 s 42      |
| 8    | Linda MacKenzie (AUS)     | 4 min 7 s 64      |

| Rang  | Nageur                     | Temps         |
| ----- | -------------------------- | ------------- |
| 1     | Przemysław Stańczyk (POL)  | 7 min 47 s 91 |
| 2     | Craig Stevens (AUS)        | 7 min 48 s 67 |
| 3     | Federico Colbertaldo (ITA) | 7 min 49 s 98 |
| 4     | Sébastien Rouault (FRA)    | 7 min 52 s 04 |
| 5     | Sergiy Fesenko (UKR)       | 7 min 53 s 43 |
| 6     | Grant Hackett (AUS)        | 7 min 55 s 39 |
| 7     | Ryan Cochrane (CAN)        | 7 min 56 s 56 |
| Disq. | Oussama Mellouli (TUN)     | 7 min 46 s 95 |

| Rang | Nageuse                | Temps              |
| ---- | ---------------------- | ------------------ |
| 1    | Kate Ziegler (USA)     | 8 min 18 s 52 (RC) |
| 2    | Laure Manaudou (FRA)   | 8 min 18 s 80      |
| 3    | Hayley Peirsol (USA)   | 8 min 26 s 41      |
| 4    | Erika Villaécija (ESP) | 8 min 27 s 59      |
| 5    | Sophie Huber (FRA)     | 8 min 28 s 23      |
| 6    | Ai Shibata (JPN)       | 8 min 31 s 73      |
| 7    | Wendy Trott (RSA)      | 8 min 32 s 60      |
| 8    | Kylie Palmer (AUS)     | 8 min 34 s 96      |

| Rang | Nageur                     | Temps          |
| ---- | -------------------------- | -------------- |
| 1    | Mateusz Sawrymowicz (POL)  | 14 min 45 s 94 |
| 2    | Yuri Prilukov (RUS)        | 14 min 47 s 29 |
| 3    | David Davies (GBR)         | 14 min 51 s 21 |
| 4    | Larsen Jensen (USA)        | 14 min 52 s 98 |
| 5    | Federico Colbertaldo (ITA) | 14 min 56 s 22 |
| 6    | Craig Stevens (AUS)        | 14 min 59 s 11 |
| 7    | Grant Hackett (AUS)        | 14 min 59 s 59 |
| 8    | Erik Vendt (USA)           | 15 min 7 s 76  |

| Rang | Nageuse                | Temps               |
| ---- | ---------------------- | ------------------- |
| 1    | Kate Ziegler (USA)     | 15 min 53 s 05 (RC) |
| 2    | Flavia Rigamonti (SUI) | 15 min 55 s 38 (RE) |
| 3    | Ai Shibata (JPN)       | 15 min 58 s 55      |
| 4    | Erika Villaécija (ESP) | 16 min 5 s 83       |
| 5    | Hayley Peirsol (USA)   | 16 min 12 s 84      |
| 6    | Lotte Friis (DEN)      | 16 min 20 s 82      |
| 7    | Kristel Kobrich (CHI)  | 16 min 27 s 13      |
| 8    | Laure Manaudou (FRA)   | 16 min 42 s 17      |

### Papillon
| Rang | Nageur                | Temps   |
| ---- | --------------------- | ------- |
| 1    | Roland Schoeman (RSA) | 23 s 18 |
| 2    | Ian Crocker (USA)     | 23 s 47 |
| 3    | Jakob Andkjær (DEN)   | 23 s 56 |
| 4    | Albert Subirats (VEN) | 23 s 57 |
| 5    | Sergiy Breus (UKR)    | 23 s 61 |
| 6    | Milorad Čavić (SRB)   | 23 s 70 |
| 7    | Lars Frölander (SWE)  | 23 s 86 |
| 8    | Peter Mankoč (SVN)    | 24 s 14 |

| Rang | Nageuse                     | Temps   |
| ---- | --------------------------- | ------- |
| 1    | Therese Alshammar (SWE)     | 25 s 91 |
| 2    | Danni Miatke (AUS)          | 26 s 05 |
| 3    | Inge Dekker (NED)           | 26 s 11 |
| 4    | Anna-Karin Kammerling (SWE) | 26 s 32 |
| 5    | Rachel Komisarz (USA)       | 26 s 41 |
| 6    | Fabienne Nadarajah (AUT)    | 26 s 77 |
| 7    | Li Tao (SIN)                | 26 s 80 |
| 8    | Zhou Yafei (CHN)            | 27 s 06 |

| Rang | Nageur                  | Temps   |
| ---- | ----------------------- | ------- |
| 1    | Michael Phelps (USA)    | 50 s 77 |
| 2    | Ian Crocker (USA)       | 50 s 82 |
| 3    | Albert Subirats (VEN)   | 51 s 82 |
| 4    | Lyndon Ferns (RSA)      | 52 s 03 |
| 5    | Andriy Serdinov (UKR)   | 52 s 23 |
| 6    | Milorad Čavić (SRB)     | 52 s 53 |
| 7    | Nikolay Skvortsov (RUS) | 52 s 54 |
| 8    | Jason Dunford (KEN)     | 52 s 70 |

| Rang | Nageuse                 | Temps        |
| ---- | ----------------------- | ------------ |
| 1    | Libby Lenton (AUS)      | 57 s 15 (RC) |
| 2    | Jessicah Schipper (AUS) | 57 s 24      |
| 3    | Natalie Coughlin (USA)  | 57 s 34      |
| 4    | Inge Dekker (NED)       | 58 s 30      |
| 5    | Rachel Komisarz (USA)   | 58 s 34      |
| 6    | Alena Popchanka (FRA)   | 58 s 73      |
| 7    | Zhou Yafei (CHN)        | 58 s 76      |
| 8    | Xu Yanwei (CHN)         | 59 s 22      |

| Rang | Nageur                   | Temps                  |
| ---- | ------------------------ | ---------------------- |
| 1    | Michael Phelps (USA)     | 1 min 52 s 09 (RM, RC) |
| 2    | Wu Peng (CHN)            | 1 min 55 s 13          |
| 3    | Nikolay Skvortsov (RUS)  | 1 min 55 s 22          |
| 4    | Moss Burmester (NZL)     | 1 min 55 s 35          |
| 5    | Ryuichi Shibata (JPN)    | 1 min 55 s 81          |
| 6    | Paweł Korzeniowski (POL) | 1 min 55 s 87          |
| 7    | Ioánnis Drymonákos (GRE) | 1 min 56 s 48          |
| 8    | Chen Yin (CHN)           | 1 min 58 s 15          |

| Rang | Nageuse                   | Temps         |
| ---- | ------------------------- | ------------- |
| 1    | Jessicah Schipper (AUS)   | 2 min 6 s 39  |
| 2    | Kimberly Vandenberg (USA) | 2 min 6 s 71  |
| 3    | Otylia Jędrzejczak (POL)  | 2 min 6 s 90  |
| 4    | Jiao Liuyang (CHN)        | 2 min 7 s 22  |
| 5    | Audrey Lacroix (CAN)      | 2 min 7 s 73  |
| 6    | Yuko Nakanishi (JPN)      | 2 min 9 s 43  |
| 7    | Sara Isakovič (SVN)       | 2 min 9 s 66  |
| 8    | Aurore Mongel (FRA)       | 2 min 13 s 61 |

### Dos
| Rang | Nageur                      | Temps   |
| ---- | --------------------------- | ------- |
| 1    | Gerhard Zandberg (RSA)      | 24 s 98 |
| 2    | Thomas Rupprath (GER)       | 25 s 20 |
| 3    | Liam Tancock (GBR)          | 25 s 23 |
| 4    | Steffen Driesen (GER)       | 25 s 29 |
| 5    | Matthew Clay (GBR)          | 25 s 32 |
| 6    | Aristídis Grigoriádis (GRE) | 25 s 52 |
| 7    | Junya Koga (JPN)            | 25 s 56 |
| 8    | Matt Welsh (AUS)            | 25 s 61 |

| Rang | Nageuse                       | Temps            |
| ---- | ----------------------------- | ---------------- |
| 1    | Leila Vaziri (USA)            | 28 s 16 (RM, RC) |
| 2    | Aliaksandra Herasimenia (BLR) | 28 s 46          |
| 3    | Tayliah Zimmer (AUS)          | 28 s 50          |
| 4    | Zhao Jing (CHN)               | 28 s 54          |
| 5    | Reiko Nakamura (JPN)          | 28 s 64          |
| 6    | Gao Chang (CHN)               | 28 s 70          |
| 7    | Mai Nakamura (JPN)            | 28 s 86          |
| 8    | Janine Pietsch (GER)          | 28 s 87          |

| Rang | Nageur                  | Temps            |
| ---- | ----------------------- | ---------------- |
| 1    | Aaron Peirsol (USA)     | 52 s 98 (RM, RC) |
| 2    | Ryan Lochte (USA)       | 53 s 50          |
| 3    | Liam Tancock (GBR)      | 53 s 61          |
| 4    | Arkady Vyatchanin (RUS) | 53 s 69          |
| 5    | Markus Rogan (AUT)      | 53 s 78          |
| 6    | Gerhard Zandberg (RSA)  | 54 s 59          |
| 7    | Matt Welsh (AUS)        | 54 s 65          |
| 8    | Tomomi Morita (JPN)     | 55 s 04          |

| Rang | Nageuse                  | Temps            |
| ---- | ------------------------ | ---------------- |
| 1    | Natalie Coughlin (USA)   | 59 s 44 (RM, RC) |
| 2    | Laure Manaudou (FRA)     | 59 s 87 (RE)     |
| 3    | Reiko Nakamura (JPN)     | 1 min 0 s 40     |
| 4    | Emily Seebohm (AUS)      | 1 min 0 s 52     |
| 5    | Hanae Ito (JPN)          | 1 min 0 s 63     |
| 6    | Iryna Amshennikova (UKR) | 1 min 0 s 79     |
| 7    | Anastasia Zueva (RUS)    | 1 min 1 s 38     |
| 8    | Tayliah Zimmer (AUS)     | 1 min 2 s 68     |

| Rang | Nageur                  | Temps                  |
| ---- | ----------------------- | ---------------------- |
| 1    | Ryan Lochte (USA)       | 1 min 54 s 32 (RM, RC) |
| 2    | Aaron Peirsol (USA)     | 1 min 54 s 80          |
| 3    | Markus Rogan (AUT)      | 1 min 56 s 02          |
| 4    | Arkady Vyatchanin (RUS) | 1 min 57 s 14          |
| 5    | Răzvan Florea (ROU)     | 1 min 57 s 31          |
| 6    | James Goddard (GBR)     | 1 min 58 s 88          |
| 7    | Tomomi Morita (JPN)     | 1 min 59 s 14          |
| 8    | Gregor Tait (GBR)       | 1 min 59 s 41          |

| Rang | Nageuse                  | Temps             |
| ---- | ------------------------ | ----------------- |
| 1    | Margaret Hoelzer (USA)   | 2 min 7 s 16 (RC) |
| 2    | Kirsty Coventry (ZIM)    | 2 min 7 s 54      |
| 3    | Reiko Nakamura (JPN)     | 2 min 8 s 54      |
| 4    | Esther Baron (FRA)       | 2 min 9 s 59      |
| 5    | Hanae Ito (JPN)          | 2 min 10 s 57     |
| 6    | Nikolett Szepesi (HUN)   | 2 min 10 s 66     |
| 7    | Elizabeth Simmonds (GBR) | 2 min 11 s 09     |
| 8    | Alessia Filippi (ITA)    | 2 min 11 s 41     |

### Brasse
| Rang | Nageur                      | Temps   |
| ---- | --------------------------- | ------- |
| 1    | Oleg Lisogor (UKR)          | 27 s 66 |
| 2    | Brendan Hansen (USA)        | 27 s 69 |
| 3    | Cameron van der Burgh (RSA) | 27 s 88 |
| 4    | Alessandro Terrin (ITA)     | 28 s 09 |
| 5    | Kosuke Kitajima (JPN)       | 28 s 10 |
| 6    | Michael Malul (ISR)         | 28 s 19 |
| 7    | Brenton Rickard (AUS)       | 28 s 24 |
| 8    | Valeriy Dymo (UKR)          | 28 s 27 |

| Rang | Nageuse                | Temps   |
| ---- | ---------------------- | ------- |
| 1    | Jessica Hardy (USA)    | 30 s 63 |
| 2    | Leisel Jones (AUS)     | 30 s 70 |
| 3    | Tara Kirk (USA)        | 31 s 05 |
| 4    | Tarnee White (AUS)     | 31 s 14 |
| 5    | Janne Schäfer (GER)    | 31 s 35 |
| 6    | Zoe Baker (NZL)        | 31 s 79 |
| 7    | Kate Haywood (GBR)     | 31 s 82 |
| 8    | Rebecca Ejdervik (SWE) | 31 s 86 |

| Rang | Nageur                   | Temps        |
| ---- | ------------------------ | ------------ |
| 1    | Brendan Hansen (USA)     | 59 s 80      |
| 2    | Kosuke Kitajima (JPN)    | 59 s 96      |
| 3    | Brenton Rickard (AUS)    | 1 min 0 s 58 |
| 4    | Valeriy Dymo (UKR)       | 1 min 0 s 60 |
| 5    | Oleg Lisogor (UKR)       | 1 min 0 s 83 |
| 6    | Mihail Alexandrov (BUL)  | 1 min 1 s 17 |
| 7    | Dmitry Komornikov (RUS)  | 1 min 1 s 24 |
| 8    | Alexander Dale Oen (NOR) | 1 min 1 s 67 |

| Rang | Nageuse                | Temps             |
| ---- | ---------------------- | ----------------- |
| 1    | Leisel Jones (AUS)     | 1 min 5 s 72 (RC) |
| 2    | Tara Kirk (USA)        | 1 min 6 s 34      |
| 3    | Anna Khlistunova (UKR) | 1 min 7 s 27      |
| 4    | Jessica Hardy (USA)    | 1 min 7 s 38      |
| 5    | Kirsty Balfour (GBR)   | 1 min 8 s 05      |
| 6    | Tarnee White (AUS)     | 1 min 8 s 55      |
| 7    | Kate Haywood (GBR)     | 1 min 8 s 72      |
| 8    | Elena Bogomazova (RUS) | 1 min 8 s 96      |

| Rang | Nageur                | Temps         |
| ---- | --------------------- | ------------- |
| 1    | Kosuke Kitajima (JPN) | 2 min 9 s 80  |
| 2    | Brenton Rickard (AUS) | 2 min 10 s 99 |
| 3    | Loris Facci (ITA)     | 2 min 11 s 03 |
| 4    | Paolo Bossini (ITA)   | 2 min 11 s 38 |
| 5    | Eric Shanteau (USA)   | 2 min 11 s 50 |
| 6    | Dániel Gyurta (HUN)   | 2 min 11 s 62 |
| 7    | Mike Brown (CAN)      | 2 min 12 s 01 |
| 8    | Grigory Falko (RUS)   | 2 min 12 s 16 |

| Rang | Nageuse                 | Temps         |
| ---- | ----------------------- | ------------- |
| 1    | Leisel Jones (AUS)      | 2 min 21 s 84 |
| 2    | Kirsty Balfour (GBR)    | 2 min 25 s 94 |
| 2    | Megan Jendrick (USA)    | 2 min 25 s 94 |
| 4    | Suzaan van Biljon (RSA) | 2 min 26 s 19 |
| 5    | Luo Nan (CHN)           | 2 min 27 s 55 |
| 6    | Birte Steven (GER)      | 2 min 28 s 13 |
| 7    | Sandra Jacobson (SWE)   | 2 min 28 s 25 |
| 8    | Tara Kirk (USA)         | 2 min 28 s 67 |

### Quatre nages
| Rang | Nageur                    | Temps                  |
| ---- | ------------------------- | ---------------------- |
| 1    | Michael Phelps (USA)      | 1 min 54 s 98 (RM, RC) |
| 2    | Ryan Lochte (USA)         | 1 min 56 s 19          |
| 3    | László Cseh (HUN)         | 1 min 56 s 92          |
| 4    | Thiago Pereira (BRA)      | 1 min 58 s 98          |
| 5    | Brian Jones (CAN)         | 1 min 59 s 46          |
| 6    | Tamás Kerékjártó (HUN)    | 1 min 59 s 57          |
| 7    | Vytautas Janušaitis (LTU) | 1 min 59 s 84          |
| 8    | Dean Kent (NZL)           | 2 min 0 s 73           |

| Rang | Nageuse                   | Temps              |
| ---- | ------------------------- | ------------------ |
| 1    | Katie Hoff (USA)          | 2 min 10 s 13 (RC) |
| 2    | Kirsty Coventry (ZIM)     | 2 min 10 s 76      |
| 3    | Stephanie Rice (AUS)      | 2 min 11 s 42      |
| 4    | Whitney Myers (USA)       | 2 min 13 s 73      |
| 5    | Julie Hjorth-Hansen (DEN) | 2 min 14 s 05      |
| 6    | Shayne Reese (AUS)        | 2 min 14 s 89      |
| 7    | Georgina Bardach (ARG)    | 2 min 15 s 26      |
| 8    | Julia Wilkinson (CAN)     | 2 min 15 s 28      |

| Rang  | Nageur                   | Temps                 |
| ----- | ------------------------ | --------------------- |
| 1     | Michael Phelps (USA)     | 4 min 6 s 22 (RM, RC) |
| 2     | Ryan Lochte (USA)        | 4 min 9 s 74          |
| 3     | Luca Marin (ITA)         | 4 min 9 s 88          |
| 4     | László Cseh (HUN)        | 4 min 14 s 76         |
| 5     | Ioánnis Drymonákos (GRE) | 4 min 15 s 75         |
| 6     | Vasileios Demetis (GRE)  | 4 min 16 s 83         |
| 7     | Tamás Kerékjártó (HUN)   | 4 min 17 s 32         |
| Disq. | Oussama Mellouli (TUN)   | 4 min 11 s 68         |

| Rang | Nageuse                   | Temps                  |
| ---- | ------------------------- | ---------------------- |
| 1    | Katie Hoff (USA)          | 4 min 32 s 89 (RM, RC) |
| 2    | Yana Martynova (RUS)      | 4 min 40 s 14          |
| 3    | Stephanie Rice (AUS)      | 4 min 41 s 19          |
| 4    | Jennifer Reilly (AUS)     | 4 min 41 s 53          |
| 5    | Ariana Kukors (USA)       | 4 min 41 s 87          |
| 6    | Yu Rui (CHN)              | 4 min 44 s 49          |
| 7    | Georgina Bardach (ARG)    | 4 min 45 s 61          |
| 8    | Julie Hjorth-Hansen (DEN) | 4 min 46 s 97          |

### Relais
| Rang | Pays et nageurs                                                                 | Temps              |
| ---- | ------------------------------------------------------------------------------- | ------------------ |
| 1    | États-Unis Michael Phelps Neil Walker Cullen Jones Jason Lezak                  | 3 min 12 s 72 (RC) |
| 2    | Italie Massimiliano Rosolino Alessandro Calvi Christian Galenda Filippo Magnini | 3 min 14 s 04 (RE) |
| 3    | France Fabien Gilot Frédérick Bousquet Julien Sicot Alain Bernard               | 3 min 14 s 68      |
| 4    | Afrique du Sud Ryk Neethling Lyndon Ferns Gerhard Zandberg Roland Schoeman      | 3 min 14 s 77      |
| 5    | Australie Eamon Sullivan Ashley Callus Andrew Lauterstein Kenrick Monk          | 3 min 15 s 89      |
| 6    | Suède Petter Stymne Stefan Nystrand Lars Frölander Christoffer Wikstrom         | 3 min 16 s 09      |
| 7    | Canada Brent Hayden Matthew Rose Rick Say Joel Greenshields                     | 3 min 16 s 91      |
| 8    | Brésil César Cielo Nicolas Oliveira Rodrigo Castro Thiago Pereira               | 3 min 17 s 03      |

| Rang | Pays et nageuses                                                            | Temps              |
| ---- | --------------------------------------------------------------------------- | ------------------ |
| 1    | Australie Libby Lenton Melanie Schlanger Shayne Reese Jodie Henry           | 3 min 35 s 48 (RC) |
| 2    | États-Unis Natalie Coughlin Lacey Nymeyer Amanda Weir Kara Lynn Joyce       | 3 min 35 s 68      |
| 3    | Pays-Bas Inge Dekker Ranomi Kromowidjojo Femke Heemskerk Marleen Veldhuis   | 3 min 36 s 81      |
| 4    | Allemagne Petra Dallmann Annika Lurz Daniela Samulski Britta Steffen        | 3 min 36 s 94      |
| 5    | Suède Josefin Lillhage Magdalena Kuras Therese Alshammar Ida Marko-Varga    | 3 min 39 s 23      |
| 6    | France Alena Popchanka Malia Metella Céline Couderc Aurore Mongel           | 3 min 40 s 09      |
| 7    | Chine Tang Yi Yang Yu Xu Yanwei Zhu Yingwen                                 | 3 min 40 s 48      |
| 8    | Royaume-Uni Francesca Halsall Melanie Marshall Julia Beckett Rosalind Brett | 3 min 40 s 94      |

| Rang | Pays et nageurs                                                               | Temps                 |
| ---- | ----------------------------------------------------------------------------- | --------------------- |
| 1    | États-Unis Michael Phelps Ryan Lochte Klete Keller Peter Vanderkaay           | 7 min 3 s 24 (RM, RC) |
| 2    | Australie Patrick Murphy Andrew Mewing Grant Brits Kenrick Monk               | 7 min 10 s 05         |
| 3    | Canada Brian Johns Brent Hayden Rick Say Andrew Hurd                          | 7 min 10 s 70         |
| 4    | Royaume-Uni David Carry Robert Renwick Simon Burnett Ross Davenport           | 7 min 11 s 28         |
| 5    | Italie Filippo Magnini Andrea Busato Nicola Cassio Massimiliano Rosolino      | 7 min 12 s 31         |
| 6    | Russie Evgeny Lagunov Andrey Kapralov Nikita Lobintsev Sergey Perunin         | 7 min 14 s 86         |
| 7    | Japon Takeshi Matsuda Yuji Sakurai Takamitsu Kojima Daisuke Hosokawa          | 7 min 17 s 46         |
| 7    | Pologne Paweł Korzeniowski Michał Rokicki Łukasz Gimiński Przemysław Stańczyk | 7 min 17 s 46         |

| Rang | Pays et nageuses                                                                 | Temps                  |
| ---- | -------------------------------------------------------------------------------- | ---------------------- |
| 1    | États-Unis Natalie Coughlin Dana Vollmer Lacey Nymeyer Katie Hoff                | 7 min 50 s 09 (RM, RC) |
| 2    | Allemagne Meike Freitag Britta Steffen Petra Dallmann Annika Lurz                | 7 min 53 s 82          |
| 3    | France Alena Popchanka Sophie Huber Aurore Mongel Laure Manaudou                 | 7 min 55 s 96          |
| 4    | Australie Libby Lenton Jodie Henry Lara Davenport Stephanie Rice                 | 7 min 56 s 42          |
| 5    | Royaume-Uni Caitlin McClatchey Melanie Marshall Francesca Halsall Joanne Jackson | 7 min 57 s 02          |
| 6    | Japon Maki Mita Norie Urabe Ai Shibata Haruka Ueda                               | 7 min 58 s 04          |
| 7    | Suède Ida Marko-Varga Josefin Lillhage Gabriella Fagundez Petra Granlund         | 8 min 2 s 34           |
| 8    | Pays-Bas Inge Dekker Manon van Rooijen Femke Heemskerk Linda Bank                | 8 min 4 s 81           |

| Rang | Pays et nageurs                                                                  | Temps         |
| ---- | -------------------------------------------------------------------------------- | ------------- |
| 1    | Australie Matt Welsh Brenton Rickard Andrew Lauterstein Eamon Sullivan           | 3 min 34 s 93 |
| 2    | Japon Tomomi Morita Kosuke Kitajima Takashi Yamamoto Daisuke Hosokawa            | 3 min 35 s 16 |
| 3    | Russie Arkady Vyatchanin Dmitry Komornikov Nikolay Skvortsov Evgeny Lagunov      | 3 min 35 s 51 |
| 4    | Afrique du Sud Gerhard Zandberg Cameron van der Burgh Lyndon Ferns Ryk Neethling | 3 min 35 s 92 |
| 5    | Royaume-Uni Liam Tancock James Gibson Matthew Bowe Simon Burnett                 | 3 min 36 s 18 |
| 6    | Italie Damiano Lestingi Loris Facci Rudy Goldin Christian Galenda                | 3 min 37 s 67 |
| 7    | France Simon Dufour Hugues Duboscq Amaury Leveaux Alain Bernard                  | 3 min 37 s 85 |
| 8    | Roumanie Răzvan Florea Valentin Preda Ioan Stephan Gherghel Octavian Gutu        | 3 min 38 s 86 |

| Rang | Pays et nageuses                                                            | Temps                  |
| ---- | --------------------------------------------------------------------------- | ---------------------- |
| 1    | Australie Emily Seebohm Leisel Jones Jessicah Schipper Libby Lenton         | 3 min 55 s 74 (RM, RC) |
| 2    | États-Unis Natalie Coughlin Tara Kirk Rachel Komisarz Lacey Nymeyer         | 3 min 58 s 31          |
| 3    | Chine Xutian Longzi Luo Nan Zhou Yafei Xu Yanwei                            | 4 min 1 s 97           |
| 4    | Royaume-Uni Melanie Marshall Kirsty Balfour Terri Dunning Francesca Halsall | 4 min 2 s 18           |
| 5    | Russie Anastasia Zueva Elena Bogomazova Irina Bespalova Olga Shulgina       | 4 min 3 s 32           |
| 6    | Japon Reiko Nakamura Asami Kitagawa Ayako Doi Maki Mita                     | 4 min 3 s 33           |
| 7    | Allemagne Antje Buschschulte Birte Steven Daniela Samulski Britta Steffen   | 4 min 3 s 34           |
| 8    | Suède Carin Moller Hanna Westrin Gabriella Fagundez Josefin Lillhage        | 4 min 6 s 16           |